# Droga wojewódzka 262
Die Droga wojewódzka 262 (DW 262) ist eine 28 Kilometer lange Droga wojewódzka (Woiwodschaftsstraße) in der polnischen Woiwodschaft Großpolen und der Woiwodschaft Kujawien-Pommern, die die Droga wojewódzka 263 bei Przecław mit der Droga krajowa 15 bei Kwieciszewo verbindet.
Die Strecke liegt im Powiat Mogileński, im Powiat Świecki, im Powiat Słupecki, im Powiat Żniński, im Powiat Poznański und im Powiat Mielecki.

## Streckenverlauf
Woiwodschaft Kujawien-Pommern, Powiat Mogileński
-  Kwieciszewo (Blütenau) (DK 15)
- Gębice (Gembitz)
- Dzierzążno (Schiersdorf)
- Procyń (Rehfelde)

Woiwodschaft Kujawien-Pommern, Powiat Świecki
- Różanna

Woiwodschaft Kujawien-Pommern, Powiat Słupecki
- Myślątkowo
- Orchowo (Orchheim)
- Smolniki Powidzkie (Stefansdorf)
- Anastazewo (Annendorf)

Woiwodschaft Kujawien-Pommern, Powiat Żniński
- Kania (Habichtswalde)

Woiwodschaft Großpolen, Powiat Poznański
- Antoninek

Woiwodschaft Großpolen, Powiat Słupecki
- Ostrowite (Ostrowite)

Woiwodschaft Großpolen, Powiat Mielecki
- Przecław (Ostrowite)

Woiwodschaft Großpolen, Powiat Słupecki
- Szyszłowo (Ostrowite) (DW 263)